# نالایخ
نالایخ (به مغولی: ) (به سیرلیک:Налайх) شهری در استان اولان‌باتور کشور مغولستان است که در سال ۱۹۹۷ میلادی دارای ۲۳٫۶۰۰ نفر جمعیت بوده و 
در سال ۲۰۰۸ با رشدی معادل +۳٫۰% (۵٬۵۱۵ نفر)، تعداد سکنه‌های آن به ۲۹٬۱۱۵ رسیده‌است.